# Орден Свободи (Португалія)
Орден Свободи — державна нагорода Республіки Португалія, що надається за цивільні заслуги у встановленні демократії та свобод, захисті загальнолюдських цінностей.

## Історія
Орден було започатковано 1976 року на честь ліквідації під час Революції гвоздик 1974 року диктаторського режиму Марселу Каетану.

## Статут ордена

### Ступені
- Великий ланцюг (Grande Colar — GColL)
- Великий хрест (Grã-Cruz — GCL)
- Гранд-офіцер (Grande-Oficial — GOL)
- Командор (Comendador — ComL)
- Офіцер (Oficial — OL)
- Кавалер / Дама (Cavaleiro / Dama — CavL / DamL)

## Опис знаку
Знак ордена є медальйоном, в центрі якого хрест блакитної емалі на білому тлі в розетці з золотих променів оточених межею синьої емалі. Вінчає медальйон полум'я червоної емалі в лавровому вінку зеленої емалі.
Зірка ордена восьмикінцева, в центрі якої розміщено знак ордена.
Ланцюг ордена складається з ланок у вигляді хреста блакитної емалі в білому колі, та полум'я червоної емалі в лавровому вінці зеленої емалі.

### Стрічка
Стрічка ордена біла з широкими жовтими смугами краями.